# ناندید
شهر ناندید (به انگلیسی: Nanded) با جمعیت ۵۴۴٫۱۲۵ نفر در ایالت مهاراشترا در کشور هند واقع شده‌است.